# Hospitalkapelle St. Elisabeth

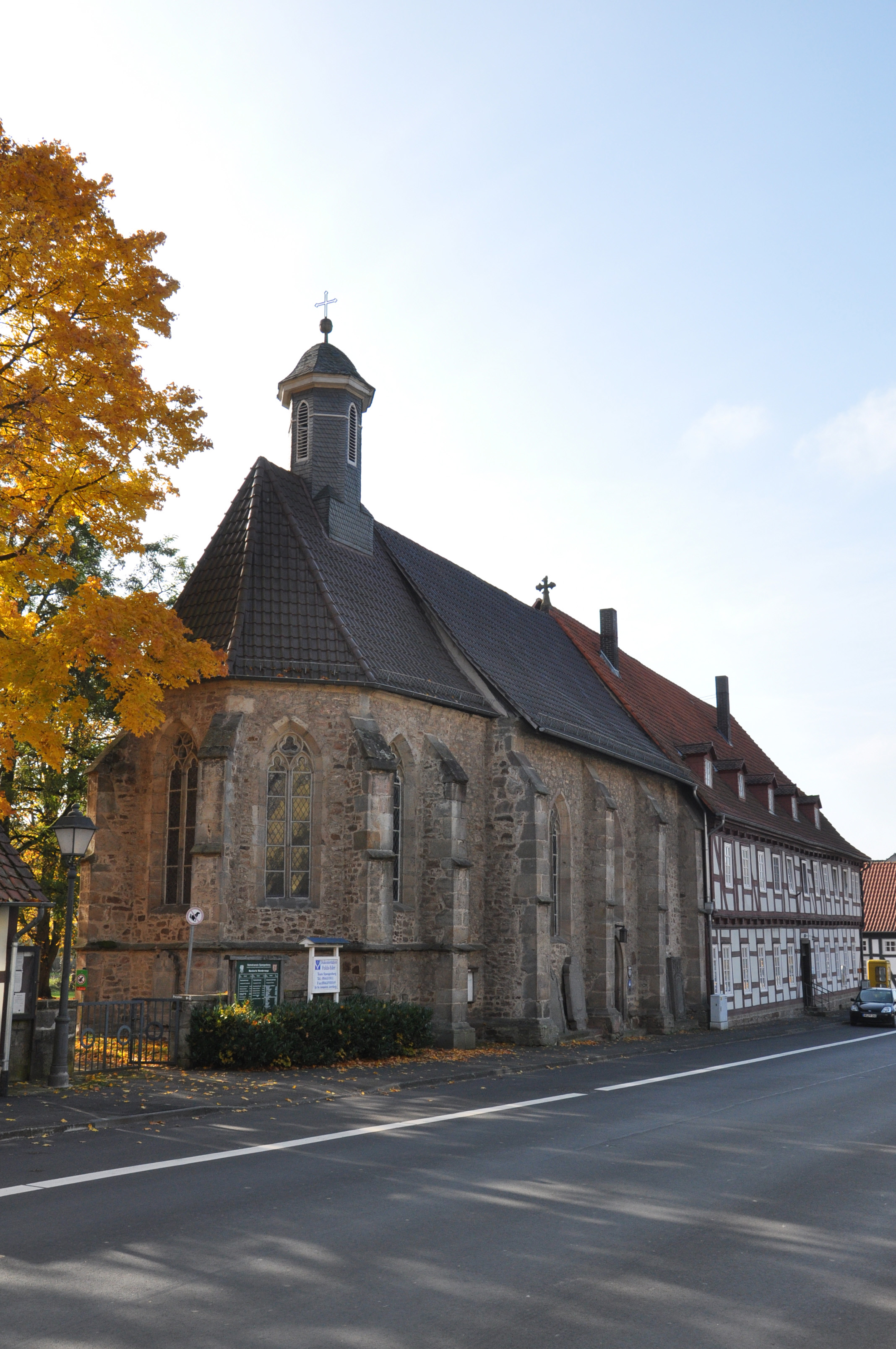
Hospitalkapelle St. Elisabeth

Die Hospitalkapelle St. Elisabeth ist ein denkmalgeschütztes Bauwerk in Spangenberg, einer Kleinstadt im Schwalm-Eder-Kreis (Hessen).

## Beschreibung
Die traufständige Kapelle wurde 1338 erbaut. Das Kirchenschiff hat drei Joche, der eingezogene Chor im Osten hat zwei und einen dreiseitigen Schluss. Zwischen den Strebepfeilern befinden sich Maßwerkfenster. Aus dem Satteldach des Chors erhebt sich ein achteckiger, schiefergedeckter barocker Dachreiter, der mit einer glockenförmigen Haube bedeckt ist.
Die Hospitalkapelle diente dem Hospital als Hauskapelle. Seit der Reformation wird sie von der Evang. Kirchengemeinde Spangenberg im Kirchenkreis Schwalm-Eder der Evangelischen Kirche von Kurhessen-Waldeck genutzt.